# Heilig Kreuz (Zakopane)
Die katholische Kirche Heiligkreuzkirche in Zakopane (poln. Kościół Świętego Krzyża)  wurde in den Jahren 1983 bis 1991 im Stil der Postmoderne mit Einfluss des Zakopane-Stils erbaut. 1991 erfolgte die Weihe unter dem Patrozinium des Heiligen Kreuzes. Die Kirche dient als Pfarrkirche der 1985 eingerichteten Pfarrei.

## Geographische Lage
Die Kirche befindet sich im südlichen Zakopaner Stadtteil Bystre im Vortatragraben am Fuße der Tatra.